# Axiocerina bulbosa
Axiocerina bulbosa is een schietmot uit de familie Leptoceridae. De soort komt voor in het Afrotropisch gebied.